# Mikola Skripnik
Mikola Oleksiovitch Skripnik (em ucraniano: Микола Олексійович Скрипник) (13 de janeiro (jul.) de 1872 - 7 de julho de 1933) foi um bolchevique e independentista ucraniano, responsável pelo esforço de ucranização da Ucrânia soviética.

## Primeiros anos
Skripnik nasceu em Iasinuvata (Oblast de Ekaterinoslav), na família de um trabalhador ferroviário. Estudou na escola elementar de Barvinkove, depois nas escolas secundárias de Izium e Kursk e finalmente no Instituto Tecnológico Estatal de Petrogrado. Durante a sua época nesse centro, foi arrestado nas cargas políticas de 1901, o que o levou a aderir plenamente às posições revolucionárias. Isso levou-o a ser expulso do Instituto em várias ocasiões, sendo arrestado quinze vezes e exiliado em sete ocasiões. Em total, foi condenado a 34 anos de prisão e inclusive a pena de morte, porém, conseguiu sempre fugir. Em 1914 fez parte do conselho editor do jornal Pravda.
Após a Revolução de fevereiro de 1917, Skripnik regressou de um dos seus exílios a Petrogrado, onde foi eleito secretário do Conselho Central de Comités Operários; e durante a Revolução de Outubro, participou como membro do Milrevkom do Soviete de Petrogrado.

## Independentista ucraniano
Em dezembro de 1917, Skripnik foi eleito in absentia para fazer parte do Secretariado Popular da Ucrânia (o primeiro governo soviético ucraniano), e em março de 1918, Lenin colocou-o à cabeça do próprio Secretariado. Desde essa posição, Skripnik nucleou uma fação em Kiev denominada "os independentistas", sensíveis à questão nacional ucraniana e que defendiam a criação de um partido bolchevique separado do russo. Esse grupo opunha-se aos membros da fação maioritária de Ekaterinoslav, que preferiam uma força integrada no POSDR russo, conforme à doutrina internacionalista de Lenin.
Skripnik liderou a posição independentista durante a conferência de Taganrog em abril de 1918, quando se aprovou a criação do Partido Comunista (bolchevique) Ucraniano (PCbU). Porém, em julho, num congresso dos bolcheviques ucranianos em Moscovo decidiu-se a rescisão daquela resolução e o partido ucraniano passou a ser considerado como uma seção do POSDR.
Skripnik trabalhou também para a Tcheka durante o inverno de 1918-19. Depois, regressou a Ucrânia como Comissário do Povo de Inspeção Operária-Camponesa, entre 1920 e 1921; como Comissário de Interior entre 1921 e 1922 e como Comissário de Justiça entre 1922 e 1927.
Porém, ele nunca abandonou os seus postulados independentistas e, em 1922, durante os debates sobre a criação da União Soviética, propus novamente um estrutura de repúblicas nacionais independentes e denunciou a proposta do novo secretário geral, Iosif Stalin, de as absorver num único estado, a RSFS da Rússia. A composição final da União Soviética, acordada em janeiro de 1924, terminou com uma muito reduzida autonomia política para as repúblicas. Tendo sido derrotados, Skripnik e outros independentistas derivaram a sua luta face à cultura.

## Ucranização
Em 1927, Skripnik foi nomeado Comissário de Educação da RSS da Ucrânia. Desde esse cargo, convenceu o PCbU de lançar uma política de "ucranização" que encorajasse o desenvolvimento da literatura e da cultura ucranianas. Como resultado dessa política, a língua ucraniana foi institucionalizada nas escolas e na sociedade, e a produção literária atingiu altos níveis. Ademais, devido a que a política soviética de coletivização e industrialização produziu um importante êxodo das áreas rurais às cidades, o ucraniano passou de ser considerado como um dialeto camponês para tornar-se um dos idiomas principais da sociedade. Ainda, Skripnik organizou a Conferência Ortográfica internacional, celebrada em Kharkiv em 1927 envolvendo especialistas da área soviética e da Galitzia ucraniana, então parte da Segunda República Polonesa. Nessa conferência foi acordada o alfabeto ucraniano que foi aceite em toda a Ucrânia. A ortografia de Kharkiv, também conhecida como Skripnikivka, foi oficialmente adotada em 1928.
Embora Skripnik defendesse uma república autónoma para a Ucrânia e levasse para a frente uma forte política de ucranização, as suas motivações tinham a ver com a ideia de que a via cultural era a melhor para espalhar a ideologia comunista. Portanto, não tinham a ver com o que ele considerou "desviações nacionalistas" como as do escritor Mikola Khvilovi, as do borotbista Oleksandr Shumski ou as de Mikhailo Volobuev, que criticava a política económica soviética por considerar que fazia a Ucrânia dependente da Rússia.
Desde fevereiro de 1933, Skripnik ingressou no Politburo do PCbU e serviu no Comité Executivo que organizou a Internacional Comunista, sendo ademais a cabeça da delegação ucraniana.

## Expurgo
Em janeiro de 1933, Stalin enviou Pavel Postishev à Ucrânia como delegado plenipotenciário para dirigir uma violenta campanha anti-ucranização, para reforçar a coletivização agrária que envolveu a confiscação de grão que contribuiu à carestia conhecida como Holodomor, e para levar para a frente um expurgo no PCbU que antecipou o Grande Expurgo de 1937. Nesse processo, Skripnik foi removido do Comissariado de Educação. Em junho, ele e as suas "nefastas" políticas foram publicamente desacreditadas e os seus seguidores foram condenados como "elementos nacionalistas contrarrevolucionários". Perante essa retaliação, Skripnik suicidou-se.
Durante o resto da década de 1930, a ucranização desenvolvida por Skripnik foi revertida. A reforma ortográfica conhecida como  Skripnikivka foi abolida e a nova ortografia passou a ser muito mais próxima da russa. Decretou-se o estudo obrigatório da língua russa e a publicação de jornais em ucraniano foi limitada.
Skripnik foi reabilitado postumamente, em 1990.